# Encarsia narayanani
Encarsia narayanani är en stekelart som beskrevs av Agarwal 1964. Encarsia narayanani ingår i släktet Encarsia och familjen växtlussteklar. Inga underarter finns listade i Catalogue of Life.